# Dagsavisen
Dagsavisen é um jornal de Oslo, Noruega. Foi criado em 1884 com o nome de Vort Arbeide, desde 1885 Social-Demokraten e desde 1923 Arbeiderbladet.